# Нитрат меди(I)
Нитрат меди(I) — неорганическое соединение, 
соль металла меди и азотной кислоты с формулой CuNO3,
белый порошок.

## Получение
- Восстановление аммиачного раствора нитрата меди(II) металлической медью:

{\displaystyle {\mathsf {[Cu(NH_{3})_{4}](NO_{3})_{2}+Cu\ {\xrightarrow {}}\ 2CuNO_{3}+4NH_{3}}}}

## Физические свойства
Нитрат меди(I) образует белый порошок.